# Psychomyia wardi
Psychomyia wardi är en nattsländeart som beskrevs av Schmid 1997. Psychomyia wardi ingår i släktet Psychomyia och familjen tunnelnattsländor. Inga underarter finns listade i Catalogue of Life.